# Шпачек, Михаэль
Михаэль Шпачек (чеш. Michael Špaček; род. 9 апреля 1997, Пардубице, Восточночешский край) — чешский хоккеист, центральный нападающий швейцарского клуба «Амбри-Пиотта» и сборной Чехии по хоккею.

## Карьера
Воспитанник клуба «Пардубице». Был выбран на драфте НХЛ 2015 года в 4 раунде под общим 108 номером клубом «Виннипег Джетс» С 2015 по 2020 год играл в Северной Америке за команды «Ред Дир Ребелс» (2015—17) и «Манитоба Мус» (2017—20).
В 2020 году вернулся в Европу, подписав контракт с финской «Таппарой». По ходу сезона 2020/21 перешёл в чешский «Оцеларжи», с которым стал чемпионом Экстралиги.
3 мая 2021 года было объявлено о переходе Михаэля Шпачека в шведский клуб «Фрёлунда».
В чемпионате Чехии всего провёл 73 матча, набрал 37 очков (9 шайб + 28 передач).
В АХЛ — 199 матчей, набрал 103 очка (37 шайб + 66 передач).
В чемпионате Финляндии — 18 матчей, набрал 13 очков (5 шайб + 8 передач).
В Западной хоккейной лиге — 144 матча, набрал 164 очка (55 шайб + 109 передач).
В составе молодежной сборной Чехии — участник чемпионатов мира 2015, 2016 и 2017 (15 матчей, 3 шайбы, 6 передач). В составе юниорской сборной Чехии — серебряный призёр чемпионата мира 2014 (7 матчей, 2 шайбы, 5 передач) и участник чемпионата мира 2015 (5 матчей, 1 шайба, 4 передачи).
В сезоне 2020/21 дебютировал в основной сборной Чехии: провёл 17 матчей, набрал 13 очков (2 шайбы + 11 передач), в том числе на чемпионате мира 2021 (7 матчей, 1 шайба, 4 передачи).